# 左昌
左昌（？年—？年），東漢末期涼州刺史，曾因不滿部下蓋勳勸諫欲借涼州叛軍之手除之卻失敗。後遭人舉發其貪瀆，被罷免，涼州刺史之位由扶風人宋梟代之。

## 生平
左昌原為涼州刺史，中平元年（西元184年）涼州發生北宮伯玉、李文侯叛亂，後叛軍由邊章、韓遂帶領。時任涼州刺史的左昌親自鎮壓但左昌只侵占防禦軍費數千萬，卻不率軍平叛，以致涼州叛亂擴大，屬下蓋勳諫之不聽反而大怒，派蓋勳駐守漢陽郡阿陽縣（今靜寧縣），欲借叛軍之手除掉蓋勳，但沒想到蓋勳反而立下不少戰功。後叛軍殺害金城太守陳懿，當時蓋勳勸左昌發兵救援陳懿，左昌不聽。之後邊章等人圍攻左昌於冀，左昌害怕而請求蓋勳救援，從事辛曾、孔常不願救援左昌，蓋勳怒嗆：「從前莊賈監司馬穰苴軍，因閱兵時遲到，司馬穰苴按軍法把莊賈殺了。現今從事，有比當時的監軍還重要嗎！」辛曾、孔常等這才隨同蓋勳出兵救援左昌。蓋勳到達冀後向邊章等叛軍怒斥邊章、韓遂反叛漢廷，邊章等人向蓋勳解釋：「左昌如果早聽你蓋勳的話，帶兵討伐，我們還能改邪歸正歸順漢朝，但現在罪過太重，已經不可能投降了！」於是撤退。後左昌因侵占防禦軍費數千萬之事被人檢舉，東漢朝廷震怒，下令罷免左昌，涼州刺史一職由扶風人宋梟出任。

## 評價
- 邊章等人：「左使君若早從君言，以兵臨我，庶可自改。今罪已重，不得降也。」